# وینسلو (آریزونا)
وینسلو (به انگلیسی: Winslow) شهری در شهرستان ناواهو ایالت آریزونا است که در سرشماری سال ۲۰۱۰ میلادی، ۹٬۶۵۵ نفر جمعیت داشته است. وینسلو، به‌طور رسمی در تاریخ ۱۹۰۰ میلادی به‌عنوان یک شهر شناخته شد.